# Adolf Konto
Jonas Leo Adolf Konto né le 30 mars 1911 à Helsinki en Uusimaa en Finlande et mort le 20 novembre 1965 dans la même ville, est un skipper et un véliplanchiste finlandais. 

## Palmarès

### Jeux olympiques
- 9e en 6 Metre en 1948.
- Médaille de bronze en 6 Metre en 1952 (avec Ernst Westerlund, Paul Sjöberg, Ragnar Jansson et Rolf Turkka).